# La forza mia (singolo)
La forza mia è un brano musicale scritto e composto da Marco Carta e interpretato da Marco Carta, pubblicato come singolo il 18 febbraio 2009. Il brano ha vinto il Cinquantanovesimo Festival della Canzone Italiana di Sanremo.
Il brano è stato inserito nell'album omonimo, secondo lavoro di Carta, pubblicato il 20 febbraio dello stesso anno dalla Warner Music Italy. Carta ha dichiarato che il brano è una dedica ai propri fan. La canzone ha raggiunto come posizione massima la numero due ed è stata l'11º singolo più scaricato nel 2009.

## Sanremo ed il brano
Inizialmente era stato comunicato che Marco Carta avrebbe partecipato al Festival di Sanremo 2009 con la canzone Dentro ad ogni brivido, e soltanto in un secondo momento è stato rivelato il titolo di La forza mia. Il brano viene effettivamente presentato sul palcoscenico del Teatro Ariston durante la prima serata del festival, il 17 febbraio, e viene reso disponibile per il download digitale il giorno seguente. A poche ore dall'apparizione del brano sui siti specializzati, La forza mia risulta essere l'MP3 più scaricato fra i brani di Sanremo.
Durante la quarta serata della kermesse, il 20 febbraio, Marco Carta si è esibito accompagnato dal gruppo musicale dei Tazenda, interpretando parte della canzone in lingua sarda (Carta ed i Tazenda hanno inciso in studio questa versione, chiamandola appunto Sa fortza mea, ed è contenuta nell'album dei Tazenda Il nostro canto - Live in Sardinia). Nella serata conclusiva del festival il 21 febbraio, Marco Carta vince la manifestazione, battendo gli altri due artisti arrivati in finale, Povia (secondo) e Sal da Vinci (terzo). Carta era il più giovane concorrente in gara.
Anche se l'autore e il cantante hanno lo stesso cognome non hanno alcun legame di parentela.

## Il video
Il video musicale prodotto per La forza mia è stato diretto dal regista Gaetano Morbioli e trasmesso dai canali dedicati a partire dal 18 febbraio 2009. Nel video, ambientato a Londra, si alternano sequenze di Marco Carta che interpreta il brano, prima in un ambiente chiuso, ed in seguito sopra un ponte, ad altre immagini che ritraggono gente comune in attività quotidiane. Il video ha superato i due milioni di visualizzazioni.

## Tracce
Download digitale
1. La forza mia - 3:45

## Riconoscimenti
2009
- Brano vincitore del Cinquantanovesimo Festival della Canzone Italiana di Sanremo
- Best #1 of the Year ai TRL Awards

## Classifiche
| Classifica (2009) | Posizione massima |
| ----------------- | ----------------- |
| Italia            | 2                 |

### Classifiche di fine anno
| Classifica (2009) | Posizione |
| ----------------- | --------- |
| Italia            | 11        |